# Commiphora kaokoensis
Commiphora kaokoensis är en tvåhjärtbladig växtart som beskrevs av Wessel Swanepoel. Commiphora kaokoensis ingår i släktet Commiphora och familjen Burseraceae. Inga underarter finns listade i Catalogue of Life.